# لب (تسالي)
اللب(بالإنجليزية: Pumpkin Seeds)‏ وتعني «بذر القرع» (بالإسبانية: pepita de calabaza)‏ وتعنى «بذر الكوسة» البذور القابلة للأكل من نبات القرع أو أي حاصلة أخرى من العائلة القرعية، وتكون البذور في شكل بيضاوي غير متماثل ويختلف لون القشرة الخارجية باختلاف ثمرة المصدر، وتستخدم هذه البذور في عمل بعض وصفات الطبخ كما في دولة المكسيك، هذا بالإضافة لاستخدامها كتسالي بعد تجهيزها بالتحميص ثم التمليح.

## تعريف
اللب هو نوع من أنواع التسالي التي نشأت في المكسيك، وهو بمثابة وجبة خفيفة، ويعتبر اللب التسالي الأفضل في أرياف الولايات المتحدة الأمريكية في فصل الخريف، ولكنه متوافر على مدار العام، ومن أهم البذور المستخدمة في صناعة اللب عباد الشمس ويؤكل أحيانا محمصا أومملح أومتبل، ويرجع تاريخ اللب من زمن الأزتيك الذين سكنوا القارة الأمريكية، أو ربما يرجع تاريخ اللب قبل الأزتيك.
| n:unsat | اسم الحمض الكميائي | النسبة      |
| ------- | ------------------ | ----------- |
| (14:0)  | حمض الميريستيك     | 0.003–0.056 |
| (16:0)  | حمض النخيل         | 1.6–8.0     |
| (16:1)  | حمض البالميتولييك  | 0.02–0.10   |
| (18:0)  | حمض الشمع          | 0.81–3.21   |
| (18:1)  | حمض الزيت          | 3.4–19.4    |
| (18:2)  | حمض اللينولييك     | 5.1–20.4    |
| (18:3)  | حمض اللينولينيك    | 0.06–0.22   |
| (20:0)  | حمض الأراكيديك     | 0.06–0.21   |
| (20:1)  | Gadoleic acid      | 0–0.035     |
| (22:0)  | حمض البيهينيك      | 0.02–0.12   |

## القيمة الغذائية
تلك البذور مصدر جيد للبروتين وأملاح الحديد الضرورية، حيث إن كمية 25 جرام كافية لإمداد الجسم بأكثر من 20% من الحاجة اليومية من هذه الأملاح.
هذا بالإضافة لعناصر الزنك والمنجنيز والماغنسيوم والفوسفور والنحاس والبوتاسيوم.

## في المطبخ

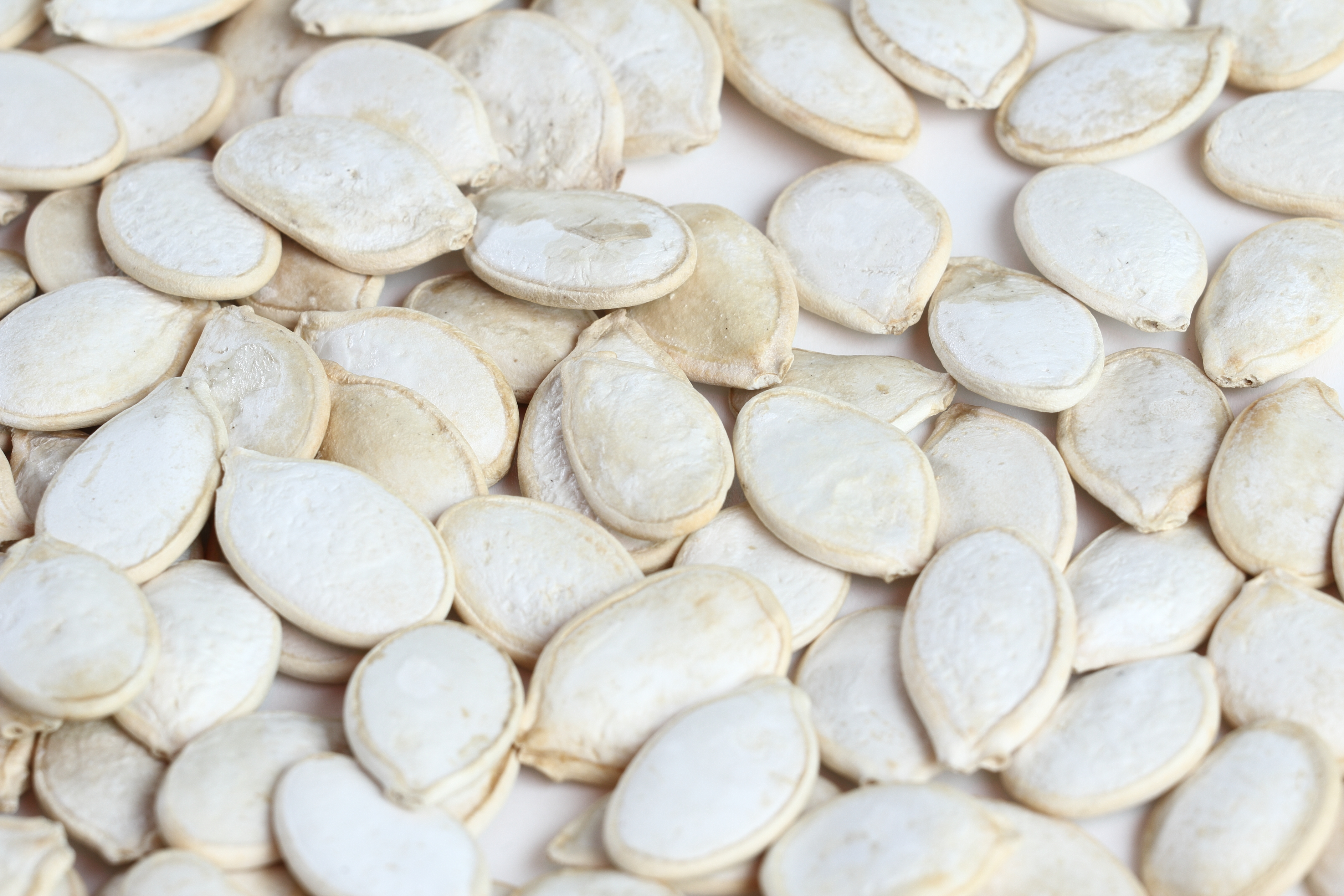

بذور اليقطين هي عنصر مشترك في المطبخ المكسيكي ويتم تحميصها أيضاً وتقديمها كوجبة خفيفة. يتم تفحمها وتحميصها، وهي وجبة خفيفة موسمية خريفية في الولايات المتحدة، بالإضافة إلى وجبة خفيفة مُعبأة يتم إنتاجها وتوزيعها تجاريًا، مثل بذور عباد الشمس، متوفرة على مدار السنة. ومن المعروف أن اللب من قبل اسم الأسبانية (عادة ما تقصر)، والمملحة عادة وتبل في بعض الأحيان بعد التحميص (واليوم متاح أيضا كمنتج يتم تعبئته)، وفي المكسيك وغيرها من بلدان أمريكا اللاتينية، وفي جنوب غرب أمريكا، والشركات المتخصصة ومخازن المواد الغذائية المكسيكية.
يعود أقدم دليل معروف عن تحميص واستخدام الـ «كوكوربيتا» إلى ما بين 8000 و10000 سنة مضت، قبل تدنين محاصيل أخرى مثل الذرة والفاصوليا الشائعة في المنطقة بنحو 4000 سنة. تشير التغيرات في شكل ولون الفاكهة إلى أن التربية المتعمدة لـ C. pepo حدثت في موعد لا يتجاوز 8000 سنة مضت. وقد استغرقت عملية تطوير المعرفة الزراعية لتدجين المحاصيل ما بين 5000 و6500 سنة في أمريكا الوسطى. تم تدجين الاسكواش أولاً، مع الذرة الثانية، تليها الفاصوليا، وأصبحت جميعها جزءاً من النظام الزراعي للأخوات الثلاث.
واللب كمكون في الأطباق، فهو معروف باللغة الإسبانية باسم pipián. ويشار إلى أنه وجبة خفيفة مكسيكية باستخدام pepitas في الأزياء الحرفية باسم pepitoría. وبذور اليقطين المحمصة بخفة المملحة غير المهترة تحظى بشعبية في اليونان مع الاسم الإيطالي الوصفي، passatempo («هواية»).
الزيت المضغط من البذور المحمصة يستخدم أيضًا في أوروبا الوسطى والشرقية كمأكولات. مثال على ذلك هو زيت بذور اليقطين. ويمكن أيضا أن تكون بذور اليقطين في زبدة الجوز.

## التغذية

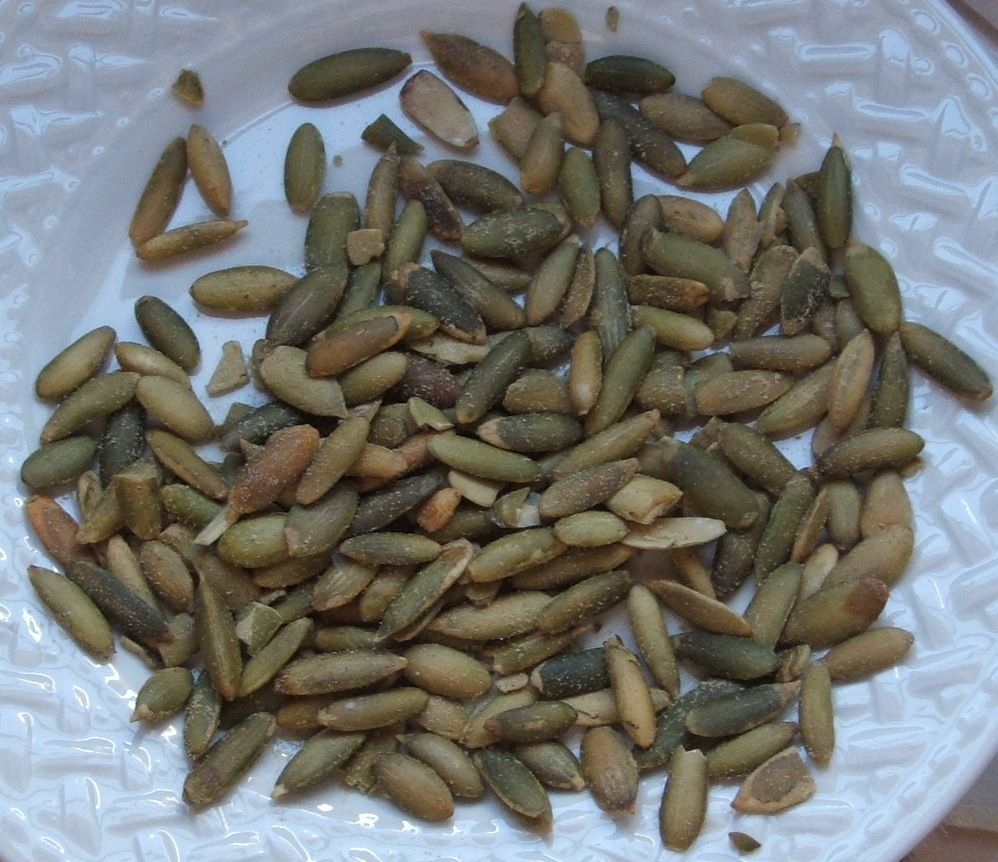

تحتوي بذور اليقطين المجففة والمحمصة علي 2٪ ماء، 49٪ الدهون، 15٪ الكربوهيدرات، و30٪ بروتين. لتكون مكتملة 100 غرام، والبذور هي السعرات الحرارية الكثيفة (574 سعرة حرارية)، ومصدر غني (20٪ من القيمة اليومية أو أعلى) من البروتين والألياف الغذائية والنياسين والحديد والزنك والمنغنيز والمغنيسيوم والفوسفور (الجدول). البذور هي مصدر معتدل (10-19٪ DV) من الريبوفلافين، الفولات، حمض البانتوثينك، الصوديوم، والبوتاسيوم (الجدول). الأحماض الدهنية الرئيسية في بذور اليقطين هي حمض اللينوليك وحمض الأوليك، مع حمض بالميتيك وحمض الستايرك بكميات أقل.

### الزيت

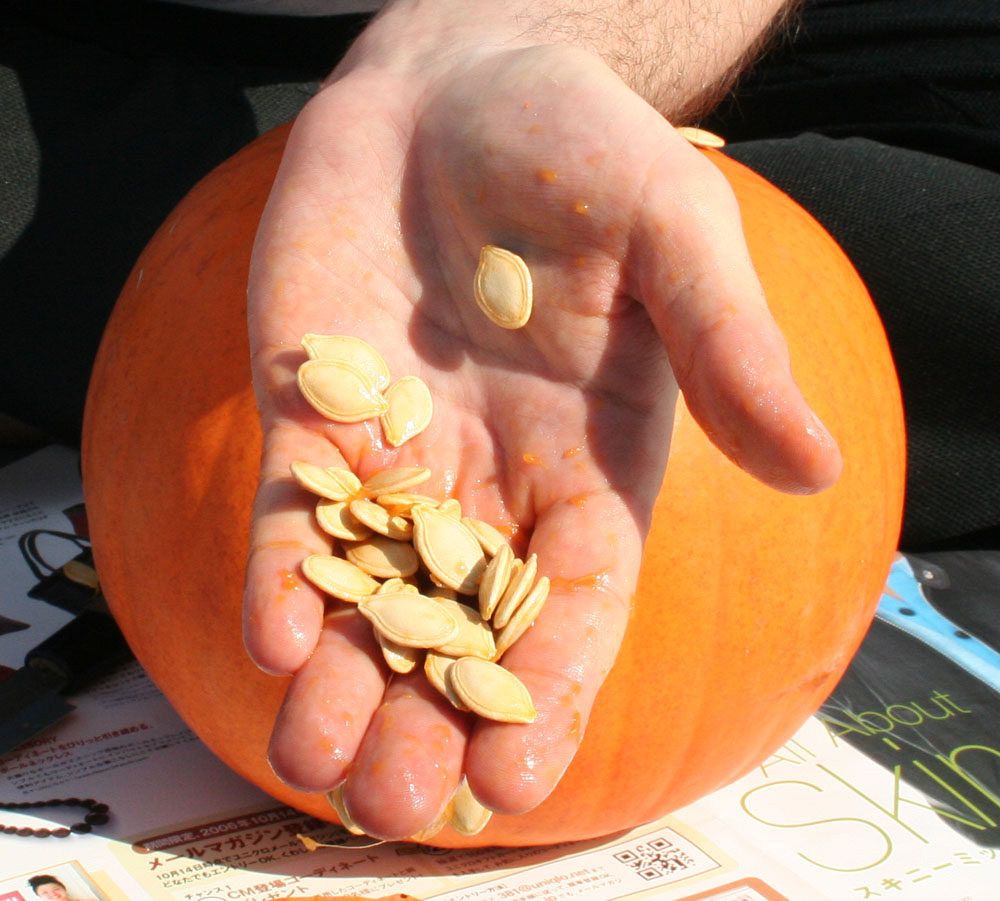
شخص في يده بذور اليقطين

وزيت بذور اليقطين وهو تخصص الطهي في والسلع المهمة للتصدير من أوروبا الوسطى، ويستخدم في المطبخ كما في سلطة وزيت الطبخ.
وتراوح مجموع تركيز الأحماض الدهنية غير المشبعة من 9٪ إلى 21٪ من. وتراوحت نسبة الدهون من 11% إلى 52%. استنادا إلى كمية ألفا توكوفيرول المستخرجة في النفط، محتوى فيتامين (ه) من اثني عشر C. ماكسما بذور أصناف تراوحت بين 4 إلى 19 ملغ/100 غرام من بيبيتا.

## استخدامها في الطب
استخدمت بذور اليقطين مرة واحدة في الطب التقليدي في الصين لطرد الطفيليات الديدان الشريطية، مثل الديدان الشريطية تاينيا. وأدى ذلك إلى إدراج البذور في الأدوية في الولايات المتحدة باعتبارها مضاداً للطفيليات من عام 1863 حتى عام 1936.

## أنواع اللب
- بذور نبات اليقطين
- بذور نبات الكوسة
- بذور نبات دوار الشمس
- بذور نوع من البطيخ اسمه الجرمة [9]